# 褐水海軍

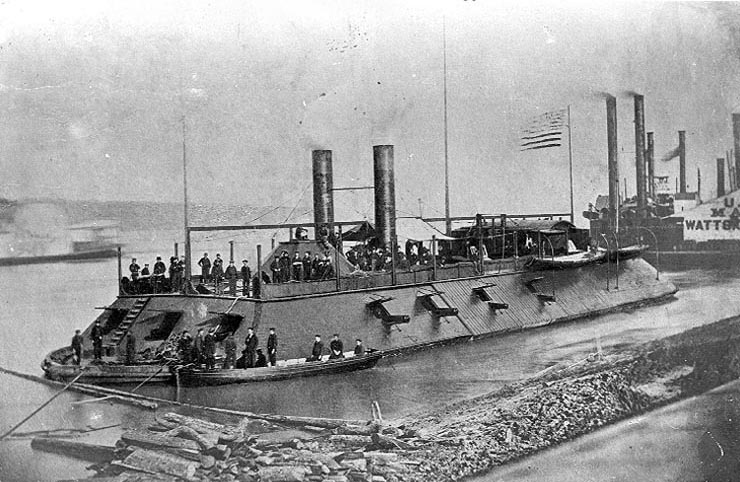
美国海军“开罗号”铁甲舰，1862年南北战争期间摄于密西西比河

褐水海军又称棕水海军（英語：brown-water navy）、黄水海军或河湖水师（riverine navy），指主要在内陆水体、河口湾、内海以及风浪较为平静的封闭海湾或沿岸带区域进行作战的海军。“褐水”、“棕水”或“黄水”的称呼得名于内河或近海半咸水地区的水体颜色，因其水中悬浮有大量上游径流或洪水冲刷土壤带来的淤泥和沙土沉淀物而呈现黄褐色。
褐水海军最早指代南北战争期间的联邦军在浑浊的密西西比河上部署的负责封锁南军航运的巡逻舰队，包括炮艇、巡逻艇和轻型支援舰艇。褐水海军一般的特点是舰艇的吨位较小、吃水深度极浅、武器的火力和有效射程都很有限，比较偏重航速、灵活性和针对暗礁和水草较多的水域时的适应性，这与吨位较大、讲究远程重火力配置、具有长时间在远洋带作战能力的藍水海軍概念相对应；綠水海軍則是介於兩者之間，指主要在浅海带和专属经济区边缘作戰的海軍。